# Saarbrücken Hauptbahnhof
Saarbrücken Hauptbahnhof vasútállomás Németországban, Saarbrücken tartományban. A német vasútállomás-kategóriák közül a második csoportba tartozik.

## Vasútvonalak
Az állomást az alábbi vasútvonalak érintik:
- Mannheim–Saarbrücken-vasútvonal
- Rémilly–Saarbrücken-vasútvonal
- Saar Railway
- Fischbach Valley Railway
- Nahe Valley Railway
- Saarbrücken–Sarreguemines-vasútvonal

## Forgalom

### Regionális
| Járat | Ütem | Útvonal |
| ----- | --- | --- |
| RE 1  | Koblenz – Treis-Karden – Cochem − Wittlich – Trier – Merzig – Saarlouis – Völklingen – Saarbrücken – Homburg – Kaiserslautern – Neustadt – Mannheim (– Heidelberg) | Koblenz – Kaiserslautern: óránként Kaiserslautern – Mannheim: kétóránként Mannheim – Heidelberg: Bizonyos vonatok csúcsidőben |
| RE 3  | Saarbrücken – Neunkirchen – Ottweiler – Türkismühle – Bad Kreuznach – Mainz (– Frankfurt)                                                                          | Saarbrücken – Mainz: óránként Mainz – Frankfurt: kétóránként                                                                  |
| RE 18 | Saarbrücken – Forbach (– St. Avold – Metz-Ville) | Saarbrücken – Forbach: óránként Saarbrücken – Metz: Bizonyos vonatok, 2024-től óránként                                       |
| RE 19 | Saarbrücken – Saargemünd – Mommenheim – Straßburg | Saarbrücken – Straßburg : 2× naponta, 2024-től kétóránként                                                                    |
| RB 68 | Saarbrücken – St. Ingbert – Zweibrücken – Pirmasens | óránként |
| RB 70 | Merzig – Saarlouis – Völklingen – Saarbrücken – St. Ingbert – Homburg – Kaiserslautern                                                                             | óránként |
| RB 71 | Trier – Saarburg – Merzig – Saarlouis – Völklingen – Saarbrücken – St. Ingbert – Homburg                                                                           | óránként |
| RB 72 | Saarbrücken – Illingen – Lebach – Lebach-Jabach | óránként |
| RB 73 | Saarbrücken – Neunkirchen – Ottweiler – St. Wendel – Türkismühle – Neubrücke                                                                                       | Saarbrücken – St. Wendel: félóránként St. Wendel – Neubrücke: óránként                                                        |
| RB 76 | Saarbrücken – Merchweiler – Wemmetsweiler – Neunkirchen – Homburg                                                                                                  | bizonyos vonatok |

### Távolsági
| Járat      | Ütem                                                                                            | Útvonal    |
| ---------- | ----------------------------------------------------------------------------------------------- | ---------- |
| ICE 15     | Saarbrücken – Mannheim – Frankfurt – Erfurt – Halle (Saale) – Berlin Hbf – Berlin Gesundbrunnen | 1× naponta |
| ICE/TGV 82 | Párizs – Saarbrücken – Kaiserslautern – Mannheim – Frankfurt                                    | 5× naponta |
| IC/EC 62   | Saarbrücken – Homburg – Kaiserslautern – Mannheim – Stuttgart (– München – Salzburg – Graz)     | 2× naponta |

## Kapcsolódó állomások
A vasútállomáshoz az alábbi állomások vannak a legközelebb:
- Gare de Forbach
- Fischbach-Camphausen station
- Saarbrücken-Burbach station
- Saarbrücken Ost station
- Jägersfreude station
- Messebahnhof
- Scheidt (Saar) station
- Gare de Sarreguemines